# JIM (chaîne de télévision)
Pour les articles homonymes, voir JIM.
JIM était une chaîne de télévision généraliste privée belge néerlandophone axée sur la musique pour les jeunes, créée en 2001 et appartenant au groupe Medialaan. Elle disparut le 16 décembre 2015, afin de faire place à Kadet.

## Histoire
La création de JIMtv est à l'origine une initiative de Jo Nachtergaele, Michael Dujardin, Peter Hoogland, Frank Molnar, Serge Jespers et Inge Tossyn. Ils étaient chargés de définir la programmation, le look de la chaîne et le positionnement de JIMtv dans le paysage audiovisuel flamand.
La diffusion de la chaîne débuta le 2 avril 2001. God Is A DJ de Faithless fut le premier morceau diffusé, suivi par un programme de présentation des animateurs et des coulisses de la chaîne.
Depuis son lancement, JIMtv est devenue JIM. À l'origine, les lettres « JIM » furent choisies comme acronyme de « Jong, Interactief en Meer » (« Jeune, Interactif et Plus »). Le suffixe "tv" fut supprimé, dès lors que VMMa (rebaptisé Medialaan en 2014) abandonna son projet initial de créer une radio baptisée JIMfm. En novembre 2001, soit quelques mois après le lancement de JIMtv, VMMa préféra mettre à l'antenne une radio portant le nom de Q-music. 
Le 15 décembre 2015, le propriétaire de JIM, Medialaan a annoncé que la chaîne cesserait ses émissions le lendemain. La raison invoquée est la perte d'audience de la chaîne sur son public-cible ; les jeunes délaissant de plus en plus JIM pour se tourner vers les chaînes pour adultes. Le 18 décembre 2015 à 16 heures, elle est remplacée par la chaîne Kadet, qui cible les enfants de 8 à 11 ans.

## Identité visuelle

### Logos

Logo de JIM du 2 avril 2001 à 10 octobre 2010.
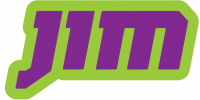
Logo de JIM de 11 octobre 2010 à 6 octobre 2014.
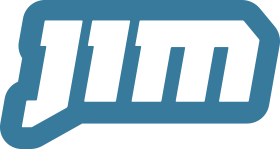
Logo de JIM du 7 octobre 2014 au 16 décembre 2015.